# Wolfgang Lörscher
Wolfgang Lörscher (* 26. Juli 1952 in Trier) ist ein deutscher Sprachwissenschaftler. Er lehrte als Universitätsprofessor an der Universität Leipzig am Institut für Anglistik und war Dekan der philologischen Fakultät der Universität Leipzig.

## Leben
Nach dem Abitur im Jahr 1972 studierte Lörscher Englisch und Politikwissenschaft an der Universität Trier und absolvierte 1978 sein Studium für das Lehramt an Gymnasien mit dem Staatsexamen. Von 1978 bis 1981 war er an der Universität Essen als wissenschaftlicher Assistent im Bereich der Anglistik/Linguistik tätig.
1981 promovierte er zum Doktor der Philosophie mit einer Dissertation zum Thema Linguistische Beschreibung und Analyse von Fremdsprachenunterricht als Diskurs. Von 1981 bis 1987 arbeitete er als Hochschulassistent an der Universität Essen. 1987 habilitierte er sich mit der Schrift Übersetzungsperformanz, Übersetzungsprozess und Übersetzungsstrategien. Eine psycholinguistische Untersuchung. Daraufhin arbeitete er bis 1988 als Privatdozent und wissenschaftlicher Mitarbeiter im Bereich der Anglistik und Linguistik an der Universität Essen. Im Anschluss folgten Lehrstuhlvertretungen und Gastprofessuren der anglistischen Sprachwissenschaft an den Universitäten Trier, Dortmund, Greifswald/Neubrandenburg und Hildesheim. Von 1993 bis 2018 war er Professor für Anglistische Sprachwissenschaft an der Universität Leipzig und wurde 2010 zum Dekan der Philologischen Fakultät wiedergewählt. Seine Emeritierung erfolgte im Oktober 2018.

## Forschungsschwerpunkte
- Diskurs- und Textlinguistik
- Übersetzungswissenschaft
- Psycholinguistik
- Sprachwandel / Englisch
- Englische Lexikologie

## Publikationen (Auswahl)

### Monografien
- Linguistische Beschreibung und Analyse von Fremdsprachenunterricht als Diskurs. Tübingen, Narr 1983, ISBN 978-3-87808-211-8
- Übersetzungsperformanz, Übersetzungsprozeß und Übersetzungsstrategien. Eine psycholinguistische Untersuchung. Mimeo, Universität Essen 1987, ISBN 978-3-8233-4074-4
- Translation Performance, Translation Process, and Translation Strategies. A Psycholinguistic Investigation. Tübingen, Narr 1991, ISBN 978-3-8233-4074-4

### Editionen
- Perspectives on Language in Performance. Studies in Linguistics, Literary Criticism, and Language Teaching and Learning. Rainer Schulze (eds.) Tübingen, Narr 1987
- Translation Studies in Germany. Themenheft der Zeitschrift Ilha do Desterro. Revista de Língua Inglesa, Literaturas em Inglês e Estudios Culturais. No. 33 Universidade Federal de Santa Catarina, Florianópolis, Brasil 1997